# A7 (motorväg, Schweiz)
A7 är en motorväg i Schweiz som går mellan Kreuzlingen och Winterthur.